# Ratpenat d'espatlles grogues de Davis
El ratpenat d'espatlles grogues de Davis (Sturnira luisi) és una espècie de ratpenat de la família dels fil·lostòmids. Viu a Colòmbia, Costa Rica, l'Equador, Panamà i el Perú. El seu hàbitat natural és desconegut. No es coneix cap amenaça significativa per a la supervivència d'aquesta espècie.